# Parque de Richmond

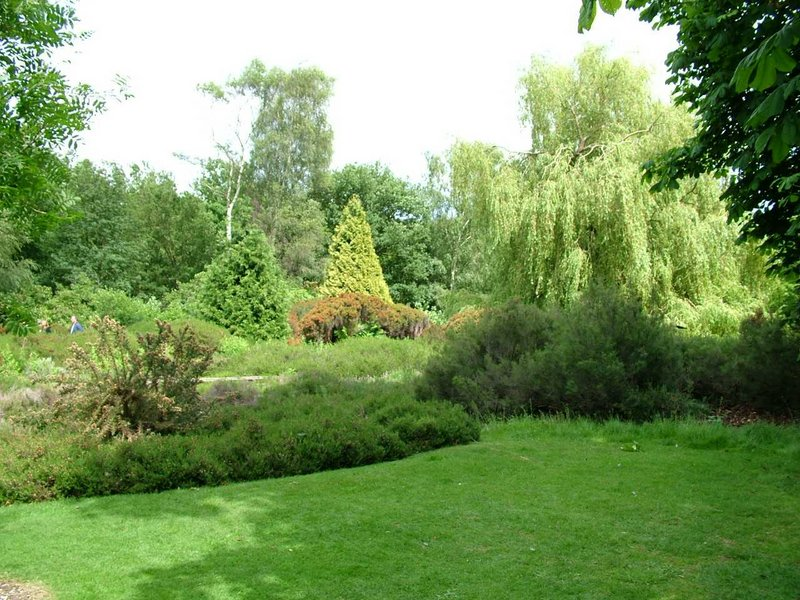
Plantación Isabela en el Parque Richmond.

El Parque Richmond es el más grande de los Parques Reales de Londres, en Inglaterra. Está en el municipio de Richmond upon Thames, cerca de las localidades de Richmond, de Kingston upon Thames, de Wimbledon, de Roehampton y de East Sheen. Cubre 955 hectáreas y es el segundo parque urbano más grande de Europa (casi tres veces más grande que el Central Park De Nueva York pero más pequeño que Casa Campo de Madrid con una extensión de 1722,6 ha, ). Consiste en una reserva nacional natural y en uno de los lugares internacionales más importantes para la conservación de la vida salvaje.

## Características significantes
Contiene la Plantación Isabela, un importante y atractivo jardín arbolado que genera gran atracción de visitas. El parque contiene una vista protegida de la Catedral de San Pablo, la cual está a 12 millas de distancia del Montículo del rey Enrique VIII, además del London Eye y The Gerkin. También, junto a su muralla, posee algunos edificios notables y de renombre.